# 李稹
李稹（？—？），祖籍陇西郡狄道县（今甘肃省定西市临洮县）人，出自陇西李氏姑臧房，唐朝官员。

## 轶事
李稹是酒泉公李义琰的侄孙，门户第一，而且有清美的声誉，官至司封郎中、怀州刺史，但是总觉得官职爵位不如陇西李氏的家族声望高，给人写信时，仅仅自称“陇西李稹”而不写官职。李稹号称河内公、李河内，与另一位卢河间并称门户的标准。

## 家族

### 祖父
- 李义琎，岐州功曹参军[4]

### 父亲
- 李融，河南府淹池县县令[4]

### 儿子
- 李贻谋，右清道司录参军、河南府福昌县县令[4]

### 孙子
- 李协，婺州录事参军[4]

### 曾孙
- 李文冏，大理评事襄州节度推官[4]
- 李文经[4]
- 李林宗，泽州刺史[4]